# أبطال الكرة الفرسان
أبطال الكرة الفرسان (بالإنجليزية: INAZUMA ELEVEN GO)‏ أنمي تلفزيونية على أساس لعبة، بثّ على تلفزيون طوكيو في 4 مايو 2011. أنتج المسلسل من طرف شركة ليفل-5 بالتعاون مع تلفزيون طوكيو، دنتسو، أو إل إم. وهو مقتبس من ليفل-5 لسلسلة لعبة فيديو من نفس العنوان.

## القصة
بعد مرور عشر سنوات على فوز فريق النسور بلقب البطولة حيث أدى فوزهم إلى زيادة مراكز اللعب والاهتمام بالكرة وأدى إلى زيادة شعبية كرة القدم في جميع أنحاء العالم، جاءت فتاة جديدة الى مدرسة فريق النسور تدعى نوران وانضمت إلى نادي كرة القدم واكتشفت أن اللاعبين ينفذون أوامر منظمة القطاع الخامس وكانت الأوامر أن يخسروا في المباراة حيث أصبحت تُقيم المدارس على أساس قوة فريق المدرسة وإذا كان فريق كرة القدم في المدرسة ضعيفاً فإن مستوى المدرسة وشعبيتها تقل، ولكن نوران اعترضت على هذه الأوامر وقررت التمرد على المنظمة وأن تخوض مباريات حقيقية ومعه ثم إنضم إليهم قائد الفريق حيان وقامت المنظمة بعزل المدرب سامر من الفريق واستلم بعده عامر قائد فريق النسور السابق وطلب من اللاعبين خوض مباريات حقيقية ولكن بعض اللاعبين إعترضوا على ما قاله عامر وكان في فريق النسور فتى يدعى عقاب وهو عميل لدى منظمة القطاع الخامس، ثم بدأ اللاعبون بالانسحاب من فريق النسور خوفاً على مستقبلهم الدراسي وأيضاً انسحب اللاعب ربيع وانتقل إلى مدرسة أخرى ثم انضم حارس المرمى هشام إلى التمرد ولاحقاً بدأ بقية اللاعبين بالانضمام إلى التمرد على المنظمة وبعد فترة علموا أن صديقهم ربيع انضم الى فريق العاصفة ويخوض فريق النسور مباراة صعبة ضد فريق العاصفة وبعد أن استطاع فريق النسور الفوز على فريق العاصفة بدأت المدارس الأخرى بالتمرد والوقوف مع حملة السيد ظاهر الانتخابية ضد المنظمة وعلم عامر أن رئيس المنظمة الذي يدعى مراد هو صديقه زين هداف فريق النسور السابق ولكنه يريد حماية كرة القدم وليس للسيطرة عليها كما يظهر للجميع، وقد أصيب القائد حيان في إحدى المباريات وطلب من بيان أن يستلم مهمة قائد الفريق وكانت آخر مباراة بين فريق النسور وفريق الفهود الذي يديره مراد (زين) وانتهى الشوط الأول بتعادل الفريقين وأثناء الاستراحة ظهر مؤسس المنظمة السيد فواز وقام بعزل زين من منصبه كرئيس للمنظمة واستبدل فريق الفهود كاملاً بالفريق الذي دربه بنفسه وقد كانت مباراة صعبة جداً ولكن في النهاية استطاع فريق النسور أن يهزموا فريق الفهود وفازوا بلقب البطولة الوطنية وبذلك انتهت منظمة القطاع الخامس وفاز السيد ظاهر في الحملة الانتخابية و لكن كانت هناك لعبة قويه تدعى نوران كانت أقوى فتاة تلعب كرة القدم فقط كانت أمها اللاعبه نجلاء لكن أمها توفت من مرضها وهي نجلاء أخت عامر و نوران تقرب لعامر عامر خال نوران و كانت نوران من أقوى اللاعبين كانت دائما ما تحقق الفوز لكن رئيس المنظمه كان يريدها لكي تعمل مع الرئيس مراد.

## الممثلون
| الشخصية                                   | صوت الدبلجة العربية       |
| ----------------------------------------- | ------------------------- |
| بيان                                      | ندى محفوض                 |
| عقاب/وسيم/جميل/حاتم                       | رأفت بازو                 |
| حيان/نور/رانيا                            | أميرة حذيفي، غادة عمر     |
| منصور                                     | عادل أبو حسون             |
| عامر / نوران                              | مهجة الشيخ                |
| زين/جهاد                                  | إياس أبو غزالة            |
| سيد                                       | حنان شقير                 |
| هيا/أمير/فايز/عُدي                         | آلاء الخضر                |
| مروة/علاء/رياض/أنس/أُبي/قيس/أشقر/نابغ/مالك | صابرين الورار             |
| أماني/كوثر/وردة/سامح/معاذ                 | سمر كوكش، رشا بيدس        |
| أخضر                                      | رشا بيدس                  |
| نرجس/رجاء/نبيل/ناجي                       | أسيمة يوسف                |
| منى/عصمت/رامي                             | هبة شالاتي                |
| صقر/مجدي/وليد/فواز/مازن                   | طالب الرفاعي              |
| هاني/لجين/سالي                            | رغدة الخطيب               |
| رواد/يافع/نديم/سامر                       | طارق المسكي               |
| هشام/رائف                                 | فادي الحموي               |
| صابر/شوكت                                 | محمد مصطفى                |
| راجح/راتب/فرج/يسري/فؤاد                   | باسل الرفاعي              |
| منار/ناصر/عادل/ربيع                       | آلاء مصري زادة            |
| طارق/سهيل/مروان/ظاهر/والد نرجس            | عادل أبو حسون             |
| بشر/تمام/نبراس                            | محمد أيتوني               |
| عياش                                      | عادل أبو حسون، مهجة الشيخ |
| حسام/إيهاب                                | لينا ضوا                  |
| فتحي                                      | رنيم الخضراوي             |
| مدير المدرسة                              | مأمون الرفاعي             |

### طاقم العمل
- الترجمة :نسرين علي
- الإعداد :إحسان البلخي
- المونتاج والتترات :محمد ياسين عقيل
- المكساج :سامر أبو عسلي
- المعالجة الإلكترونية :نور الدبسي
- المتابعة المالية :محمد حسان مهنا، فراس رنه
- الإدارة التنفيذية :محمد القزة
- الإشراف العام :فائز الصباغ
- الإشراف الفني :طالب الرفاعي

## وصلات خارجية
- أبطال الكرة الفرسان  على موقع قاعدة بيانات الأفلام على الإنترنت